# Doug Savant

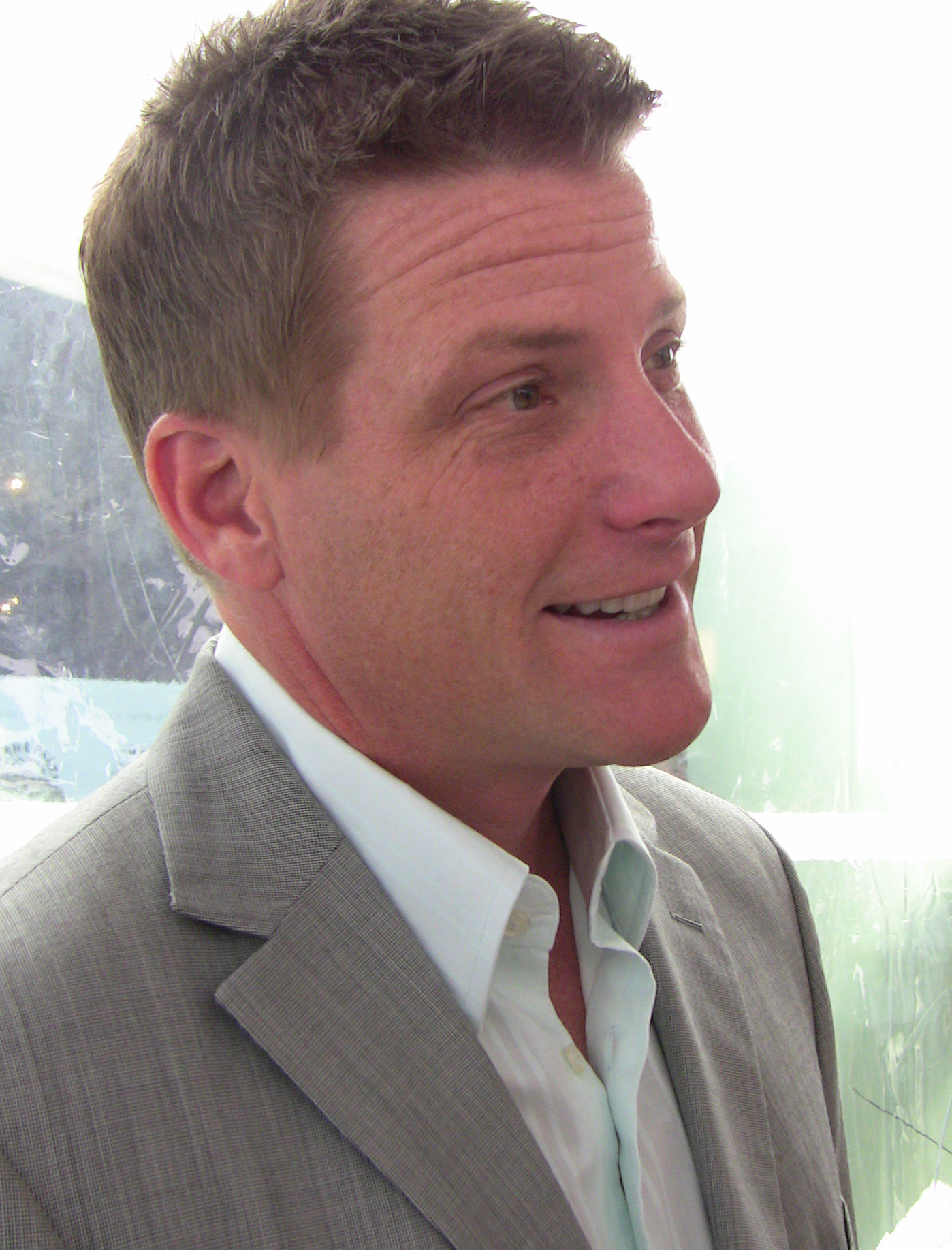
Doug Savant (2009)

Douglas Peter „Doug“ Savant (* 21. Juni 1964 in Burbank, Kalifornien) ist ein US-amerikanischer Schauspieler.

## Leben
Doug Savant arbeitete zuerst in der Pizzeria seiner Familie, bevor er Schauspieler wurde. In dem Thriller Masquerade – Ein tödliches Spiel war er 1988 neben Rob Lowe und Meg Tilly in einer größeren Rolle zu sehen. Von 1992 bis 1997 spielte er in der Fernsehserie Melrose Place die Rolle des schwulen Matt Fielding.
Savant spielte in den Actionfilmen Die Tochter des Präsidenten – In tödlicher Gefahr (1999), First Target – Anschlag auf den Präsidenten (2000) und First Shot – Das Attentat (2002) die Rolle von Grant Coleman, zweimal an der Seite von Mariel Hemingway, einmal an der Seite von Daryl Hannah. Außerdem trat er in der Serie 24 auf. Von 2004 bis 2012 spielte er in der Fernsehserie Desperate Housewives die Rolle von Tom Scavo, dem Ehemann von Lynette, gespielt von Felicity Huffman. Diese Rolle brachte ihm im Jahr 2006 einen Screen Actors Guild Award ein.
Nach seiner ersten Ehe, welche von 1983 bis 1997 hielt, heiratete Savant im Jahr 1998 die Schauspielerin Laura Leighton, mit der er in der Fernsehserie Melrose Place auftrat. Er hat jeweils zwei Kinder aus seiner ersten und seiner zweiten Ehe.

## Filmografie (Auswahl)

### Filme
- 1985: Teenwolf (Teen Wolf)
- 1986: Ragman (Trick or Treat)
- 1987: The Hanoi Hilton
- 1988: Masquerade – Ein tödliches Spiel (Masquerade)
- 1989: Paint It Black – Im Dunkeln der Naht (Paint It Black)
- 1990: Sex, Liebe und Freundschaft (Shaking Tree)
- 1991: Alptraum (Aftermath: A Test of Love, Fernsehfilm)
- 1992: Bonnie & Clyde: Wie es wirklich war (Bonnie & Clyde: The True Story, Fernsehfilm)
- 1993: Maniac Cop 3: Badge of Silence
- 1995: Das Gesicht des Schreckens (Fight for Justice: The Nancy Conn Story, Fernsehfilm)
- 1998: Godzilla
- 1999: Die Tochter des Präsidenten: In tödlicher Gefahr (First Daughter, Fernsehfilm)
- 2000: Dropping Out
- 2000: First Target – Anschlag auf den Präsidenten (First Target, Fernsehfilm)
- 2001: The One
- 2002: First Shot – Das Attentat (First Shot, Fernsehfilm)
- 2004: Das Beben (Faultine, Fernsehfilm)
- 2006: All You’ve Got
- 2008: What Color is Love?
- 2009: Playing for Keeps (Fernsehfilm)
- 2013: April Rain

### Fernsehserien
- 1985: Cagney & Lacey (Folge 4x21)
- 1986: Hotel (Folge 3x12)
- 1986–1987: Unter der Sonne Kaliforniens (Knots Landing, 10 Folgen)
- 1986: Stingray (Folge 2x10)
- 1988: In der Hitze der Nacht (In the Heat of the Night, Folge 1x01–1x02)
- 1990: Jake und McCabe – Durch dick und dünn (Jake and the Fatman, Folge 4x01)
- 1992–1997: Melrose Place (159 Folgen)
- 1992: Columbo: Bluthochzeit (No Time to Die, Folge 5x10)
- 1998: Outer Limits – Die unbekannte Dimension (The Outer Limits, Folge 4x02)
- 1999: Profiler (Folge 3x12)
- 2001: The District – Einsatz in Washington (The District, Folge 2x05)
- 2002: Firefly – Der Aufbruch der Serenity (Firefly, Folge 1x03)
- 2002: JAG – Im Auftrag der Ehre (JAG, Folge 8x04)
- 2002: Immer wieder Jim (According to Jim, Folge 2x07)
- 2004: The Guardian – Retter mit Herz (The Guardian, Folge 3x11)
- 2004: Nip/Tuck – Schönheit hat ihren Preis (Nip/Tuck, Folge 2x05)
- 2004: 24 (Folgen 3x15–3x18)
- 2004, 2019: Navy CIS (NCIS, 2 Folgen)
- 2004–2012: Desperate Housewives (176 Folgen)
- 2004: CSI: Vegas (CSI: Crime Scene Investigation, Folge 5x05)
- 2012: Hot in Cleveland (Folge 3x07)
- 2013: Criminal Minds (Folge 9x10)
- 2013: Vegas (Folge 1x13)
- 2013: Rizzoli & Isles (Folge 4x11)
- 2013: Drop Dead Diva (Folge 5x13)
- 2015: Hawaii Five-0 (Folge 5x10)
- 2015: Scorpion (Folge 2x06)
- 2016: Akte X – Die unheimlichen Fälle des FBI (The X-Files, Folge 10x02)
- 2016: Castle (Folge 8x14 Der Club der Meisterdetektive)
- 2017: SEAL Team (Folge 1x07)
- 2018: 9-1-1 (2 Folgen)
- 2018: Lucifer (Folge 3x23)
- 2018: Navy CIS: New Orleans (NCIS: New Orleans, Folgen 4x23–4x24)
- 2019: Tell Me Your Secrets! (Fernsehserie, 3 Folgen)
- 2020: S.W.A.T. (Folge 3x16)
- 2020: Dirty John (Folgen 2x02–2x03)
- 2021: The Rookie (Folge 3x07)
- 2022: Leverage 2.0 (Leverage: Redemption, Folge 2x06)
- 2023: The Company You Keep (Folge 1x01)
- 2024: The Cleaning Lady (Folge 3x09)